# 地下浩多
地下浩多（Kouta Jige，1997年4月23日—），生於香港，日本裔香港人，日本足球運動員，司職右中場，持有香港身份證及日本護照，現時效力日本業餘聯賽球隊TSV1973四日市。

## 球員生涯
地下浩多在2011年加入灣仔南華青年軍，之後獲提升至預備組，過去為灣仔南華取得優異成績於同組別球員之中表現出色，本季由青訓總監顧錦輝提升參與預備組，而最近他都入選香港U18，於上週南華對澳門賓菲加友誼賽中上陣，憑該仗的好表現而獲教練廖俊輝提拔升上甲組。
2012年月12月18日，南華宣佈註冊2位新球員成為甲組球員，地下浩多在家長陪同之下與灣仔南華青年軍隊友菲臘一同與南華簽約，並獲頒發南華36號球衣，正式成為南華一員。地下浩多的父母再三道謝，十分重視兒子與南華簽約。2012年12月26日，在旺角大球場舉行南華作客對公民的香港足總盃首圈首回合賽事，地下浩多於86分鐘後備入替積施利，首次於甲組賽事亮相。2017年5月，地下浩多加盟日本業餘聯賽球隊TSV1973四日市。

## 國際賽生涯
地下浩多以15歲之齡越級入選香港U18，南華總教練廖俊輝評價這名小將說：「地下浩多去年加入青年軍後，我都有留意他，其盤扭技術確是不錯，實力一定超越了同齡的球員，但要再上一個層次，仍有好多方面要提升，比如體質和技術上的細節，以及球賽閱讀能力，要給他多點時間。」

## 個人軼事
地下浩多父親在香港開設日本餐館翔太壽司，他表示對日本的認識不多，他只會粵語及英語。

## 外部連結
- 香港足球總會網頁球員註冊資料（页面存档备份，存于）